# Premi Rodríguez Santamaría
El Premi Rodríguez Santamaría és un premi de periodisme que concedeix l'Associació de la Premsa de Madrid (APM). Creat el 1939 sense especificació concreta per a la seva concessió, l'APM el va anar atorgant amb diferents criteris de selecció. No obstant això, a partir de 1994, el Premi Rodríguez Santamaría es concedeix com a reconeixement als mèrits aconseguits pel periodista durant la seva trajectòria professional.

## Premiats
2017
- Nativel Preciado

2016
- Juan Cruz

2015
- Fernando González Urbaneja

2014
- Joaquín Estefanía

2013
- Victoria Prego

2012
- José Antonio Zarzalejos

2011
- Soledad Gallego-Díaz

2010
- Enrique Meneses Miniaty

2009
- Juan Pedro Quiñonero

2008
- Alfonso Sánchez García

2007
- Máximo Sanjuán

2006
- Antonio Fontán

2005
- Carles Nadal i Gaya

2004
- Rosa Montero

2003
- Joaquín Soler Serrano
- Manuel Martín Ferrand

2002
- Eugenio Suárez Gómez
- Miguel Martín García

2001
- Paloma Gómez Borrero

2000
- Jesús de la Serna Gutiérrez de Répide

1999
- Manuel Leguineche Bollar

1998
- Guillermo Luca de Tena

1997
- Eduardo Sotillos Palet

1996
- Alejandro Fernández Pombo

1995
- Escolástico Medina Chao ("Tico Medina")

1994
- Francisco Yagüe Zalamea

1993
- Enrique de Aguinaga López

1992
- José Montero Alonso

1991
- Revista Tiempo

1990
- Ángel Benito Jaén

1989
- Encarnación Margarita Isabel Verdugo Díez ("Margarita Landi")

1988
- Agència EFE

1987
- Carlos Mendo Baos

1986
- Radio Nacional de España

1985
- Enrique Gil de la Vega

1984
- Diari Ya

1983
- Manuel Sanz Bermejo

1982
- Gonzalo Velasco Viejo

1981
- Victoriano Fernández Asís

1980
- Diari ABC

1979
- Jesús Martínez Tessier

1978
- Eugenio Montes Domínguez

1977
- Luis Calvo Andalus

1976
- Juan Aparicio López

1975
- Vicente Gallego de Castro

1974
- Ibrahim de Malcervelli Billelchor

1973
- Pedro Gómez Aparicio

1972
- Manuel Aznar Zubigaray

1971
- José María Alfaro Polanco

1970
- José María de Manzanos López Peregrín

1969
- Francisco Casares Sánchez

1968
- Manuel Marañón Grande

1967
- Rafael Chico Pérez
- Antonio González Cavada

1966
- Emilio Herrera Mazorra

1965
- Ricardo García López ("K-Hito")

1964
- José Augusto Trinidad Martínez Ruiz ("Azorín")

1963
- José del Río Sainz ("Pick")

1962
- Francisco Serrano Anguita ("Tartarín")

1961
- Enrique Franco Manera
- Antonio Fernández Cid

1960
- José Manuel Miner Otamendi

1959
- Diego Jalón Holgado
- Ismael Medina Cruz

1958
- José Luis Gómez Tello

1957
- Manuel Vigil Vázquez

1956
- Luis de Diego López
- Manuel Barbeito Herrera

1955
- Manuel Vázquez de Prada
- Manuel Calvo Hernando

1954
- Manuel Casares Sánchez

1953
- Emilio García Rojo
- Julio Camarero Custance

1952
- Waldo de Mier García-Maza

1951
- Enrique de Aguinaga López
- Domingo Fernández Barreira

1950
- Emilio Romero Gómez

1949
- Francisco Ugalde Pardo
- Fernando Gómez Pamo del Fresno

1948
- José Esteban Blasco

1947
- José María Sánchez-Silva y García-Morales

1946
- Víctor Ruiz Albéniz

1945
- Gerardo Contreras Saldaña

1944
- Manuel Fernández Cuesta

1943
- Celestino Espinosa Echevarría

1942
- José de la Cueva y Orejuela
- José de Juanes Vicente

1941
- Jorge de la Cueva y Orejuela
- Cristóbal de Castro Gutiérrez
- Alfredo Marqueríe Mompín

1940
- Félix Centeno García
- Javier Sánchez Ocaña

1939
- Diari Madrid